# Sherri Turner
Sherri Turner (Greenville, 4 oktober 1956) is een Amerikaanse golfprofessional. Van 1984 tot 2008 was ze actief op de LPGA Tour, waarop ze drie golftoernooien won. Ze debuteerde in 2008 op de Legends Tour.

## Loopbaan
In 1979 werd Turner een golfprofessional en vijf jaar later, in 1984, maakte ze haar debuut op de LPGA Tour. In mei 1988 behaalde ze haar eerste profzege en haar eerste en enige "Major-zege door het Mazda LPGA Championship te winnen. In februari 1989 behaalde ze op de LPGA haar derde en laatste zege door het Orix Hawaiian Ladies Open te winnen.
In 2008 maakte Turner haar debuut op de Legends Tour en ze behaalde daar in 2008 haar eerste zege. Tot op het heden won ze drie toernooien op de Legends Tour.

## Erelijst

### Professional
LPGA Tour
| Nr. | Datum            | Toernooi                  | Score           | Score | Info |
| --- | ---------------- | ------------------------- | --------------- | ----- | ---- |
| 1   | 22 mei 1988      | Mazda LPGA Championship   | 70-71-73-67=281 | –7    |      |
| 2   | 29 mei 1988      | LPGA Corning Classic      | 71-63-69-70=273 | –15   |      |
| 3   | 18 februari 1989 | Orix Hawaiian Ladies Open | 70-69-66=205    | –11   |      |

Legends Tour
- 2008: BJ's Charity Championship (met Cindy Figg-Currier)
- 2012: Hannaford Community Challenge
- 2013: LPGA Legends Swing for the Cure

## Teamcompetities
Professional
- Handa Cup ( USA): 2007 (winnaars), 2008 (winnaars), 2009 (winnaars), 2010 (winnaars), 2012 (gelijkspel), 2013